# Noctua denigrata
Noctua denigrata là một loài bướm đêm trong họ Noctuidae.